# Hett om öronen (film, 1955)
Hett om öronen (franska: Gas-oil) är en fransk kriminalfilm från 1955 i regi av Gilles Grangier.
Filmen bygger på Georges Bayles roman Du raisin dans le gaz-oil.

## Rollista i urval
- Jean Gabin - Jean Chape
- Jeanne Moreau - Alice
- Ginette Leclerc - Mme Scoppo
- Camille Guérini - Lucien Ragondin
- Marcel Bozzuffi - Pierrot Ragondin
- Robert Dalban - Félix
- Henri Crémieux - kommissarien
- Jacques Marin - gendarmen
- Albert Dinan - Émile Serin
- Albert Michel - brevbäraren